# Обь (городской округ)
Го́род Обь — муниципальное образование со статусом городского округа, административно-территориальная единица (город областного значения) в Новосибирской области России.
Административный центр — город Обь.

## История
Статус города областного подчинения присвоен в 1989 году Указом Президиума Верховного Совета РСФСР
Статус и границы городского округа установлены Законом Новосибирской области от 2 июня 2004 года № 200-ОЗ “О статусе и границах муниципальных образований Новосибирской области”.

## Население
| 2002    | 2009    | 2010    | 2011    | 2012    | 2013    | 2014    |
| ------- | ------- | ------- | ------- | ------- | ------- | ------- |
| 24 567  | ↗25 469 | ↗25 725 | ↘25 491 | ↗26 137 | ↗26 857 | ↗27 495 |
| 2015    | 2016    | 2017    | 2018    | 2019    | 2020    | 2021    |
| ↗28 450 | ↗28 975 | ↗29 257 | ↗29 499 | ↗29 801 | ↗29 947 | ↗30 445 |

## Состав
В состав городского округа входят 2 населённых пункта:
| № | Населённый пункт | Тип населённого пункта        | Население |
| - | ---------------- | ----------------------------- | --------- |
| 1 | 3307 км          | населённый пункт              | ↗76       |
| 2 | Обь              | город, административный центр | ↗30 369   |

## Местное самоуправление
Главы города Оби
- с 8 февраля 2015 года - Мозжерин Александр Александрович[16]

Главы администрации
- с апреля 2014 - и. о. Костенко Иван Григорьевич